# Florian Xhekaj
Florian Xhekaj (né le 27 juin 2004 à Hamilton dans la province de l'Ontario au Canada) est un joueur professionnel canadien de hockey sur glace. Il évolue aux positions d'ailier gauche et de centre.

## Biographie

### Vie privée
Florian Xhekaj est le fils de Jack et Simona Xhekaj, un Albanais et une Tchèque qui ont tous deux immigré au Canada dans les années 1990. Ces derniers se sont rencontrés grâce à des amis communs après s'être installé à Hamilton en Ontario et se sont mariés le 1er mai 1999. Florian naît dans cette ville le 27 juin 2004. La famille comprend également son frère Arber et ses sœurs Sophia et Dominika.
Son frère, Arber, est aussi un joueur de hockey qui évolue pour les Canadiens de Montréal dans la Ligue nationale de hockey.

## Statistiques
| Saison    | Équipe                | Ligue |    | Saison régulière | Saison régulière | Saison régulière | Saison régulière | Saison régulière |   | Séries éliminatoires | Séries éliminatoires | Séries éliminatoires | Séries éliminatoires | Séries éliminatoires |
| Saison    | Équipe                | Ligue | PJ | B                | A                | Pts              | Pun              | PJ               | B | A                    | Pts                  | Pun                  |                      |                      |
| 2021-2022 | Panthers de Pelham    | GOJHL | 48 | 17               | 23               | 40               | 62               | 3                | 1 | 1                    | 2                    | 2                    |                      |                      |
| 2022-2023 | Bulldogs de Hamilton  | LHO   | 68 | 13               | 12               | 25               | 76               | 6                | 1 | 2                    | 3                    | 18                   |                      |                      |
| 2023-2024 | Bulldogs de Brantford | LHO   | 63 | 34               | 31               | 65               | 81               | 6                | 3 | 2                    | 5                    | 9                    |                      |                      |
| 2023-2024 | Rocket de Laval       | LAH   | 3  | 0                | 0                | 0                | 0                | -                | - | -                    | -                    | -                    |                      |                      |
| 2024-2025 | Rocket de Laval       | LAH   | 69 | 24               | 11               | 35               | 175              | 13               | 1 | 2                    | 3                    | 59                   |                      |                      |